# Fiat L6/40
O L6/40  foi um tanque leve usado pelo exército italiano de 1940 até a Segunda Guerra Mundial. Foi projetado pela Ansaldo como um produto de exportação e adotado pelo Exército Italiano quando os oficiais souberam do projeto e manifestaram interesse. Foi o principal tanque empregado pelas forças italianas que lutavam na Frente Oriental ao lado do canhão autopropelido Semovente 47/32 baseado no L6/40. Os L6/40 também foram usados na campanha do Norte da África.
A designação oficial italiana era Carro Armato ("veículo armado", ou seja, "tanque") L6/40. Esta designação significa: "L" de Leggero ("leve"), seguido do peso em toneladas (6) e do ano de adoção (1940).